# 三浦七緒子
三浦 七緒子（みうら なおこ、1972年2月3日 - ）は、日本の女性声優。B-Box所属。東京都出身。血液型はA型。

## 来歴
1990年代後半にはゆーりんプロに所属していた。一時引退していたが、その後復帰。クオラス（旧ビッグショット）に所属していた。旧芸名はみうらうらら。その後マック・ミックに移籍したが後に退所。2025年2月25日、B-Boxへの移籍が所属事務所ホームページにて発表された。
2000年代初頭から、東日本旅客鉄道（JR東日本）をはじめとする多数の鉄道事業者において車内自動放送の日本語アナウンスを担当している。

## 人物
趣味は江戸神輿、チアリーディング。特技は絵本の読み聞かせ、小さな子供と触れ合うこと。資格は幼稚園教諭免許、普通自動車免許。

## 出演
太字はメインキャラクター。

### テレビアニメ
1995年
- 鬼神童子ZENKI（子供、女）

1996年
- 少年サンタの大冒険!（カッシー）
- 天空のエスカフローネ（生徒B、侍女、部員）
- ハーメルンのバイオリン弾き（パンドラ、ブリキ、ショウ）

1997年
- EAT-MAN'98（オペレーター、ダスティン、主婦）
- VIRUS -VIRUS BUSTER SERGE-（女）
- キューティーハニーF（シザーズパンサー、数学教師）
- 金田一少年の事件簿（鷹島友代、敦子、小学生）
- 深海伝説MEREMANOID（オズ）
- HARELUYA II BØY（山奈みちる）
- みすて♡ないでデイジー（さより、ミミ）
- 夢のクレヨン王国（鍛冶屋天使）
- 烈火の炎（少年）

1998年
- SHADOW SKILL -影技-（隊長の妻）
- 南海奇皇（天城エリナ、原翔子）
- よいこ（男子）

1999年
- 仙界伝 封神演義（姜妃、王妃）
- 魔装機神サイバスター（サフィーネ・グレイス）
- 魔法使いTai!（女将、先生、宇野）

2001年
- 破邪巨星Gダンガイオー（珠原鏡子）
- も〜っと! おジャ魔女どれみ（服部一郎）

### OVA
- AIKa（1997年）
- 新 男樹（1998年、秀美）
- 超機動伝説ダイナギガ（1998年、ひかりの母）
- 思春期美少女合体ロボ ジーマイン（1999年、花戸川すみれ）
- 夏色の砂時計（2004年、耕太郎の母）

### ゲーム
- 爆れつハンター それぞれの想い…のわぁんちゃって（ウェイトレス）
- Find Love 2 ～Rhapsody～
- ショコラ 〜maid cafe "curio"〜※PS2
- セガエイジス2500シリーズVol.18 ドラゴンフォース
- ぷちチェリー 〜あなたといる季節〜（玉詩千晶）

### ドラマCD
- 南海奇皇 ドラマCD
- 色男はお金がお好き（2003年、泰正の母親）

### 吹き替え
- 長くつ下のピッピ（ハヌ）
- ネイビー・フォース テロリスト壊滅作戦
- 野獣教師 ※フジテレビ版
- ユージュアル・サスペクツ ※テレビ東京版

### CM
- 「パリス吉祥寺」

### 車内自動放送
- 東日本旅客鉄道[3]
- 九州旅客鉄道 - YC1系にて車内放送を担当[要出典]
- 札幌市営地下鉄南北線（大通駅、さっぽろ駅の乗り換え放送など一部のみ）、札幌市営地下鉄東豊線（広告放送と英語放送を除く）
- 仙台空港鉄道[3]
- 青い森鉄道（青い森703系のみ）[要出典]
- 新京成電鉄[4] - 京成電鉄への吸収合併に伴い、2025年3月31日に使用終了。
- 横浜市営地下鉄グリーンライン[3]
- 湘南モノレール
- 富士山麓電気鉄道（6000系のみ）[要出典]
- 愛知環状鉄道（2000系）[要出典]
- リニモ[3]
- 山陽電気鉄道 - 網干線と6000系の扉の手動操作時の案内のみ[要出典]
- 西日本鉄道[要出典]